# Alfred Leitgen
Alfred Karl Jacob Leitgen (* 1. September 1902 in Rixdorf bei Berlin; † 13. Januar 1977 in Tutzing) war ein deutscher politischer Funktionär (NSDAP).

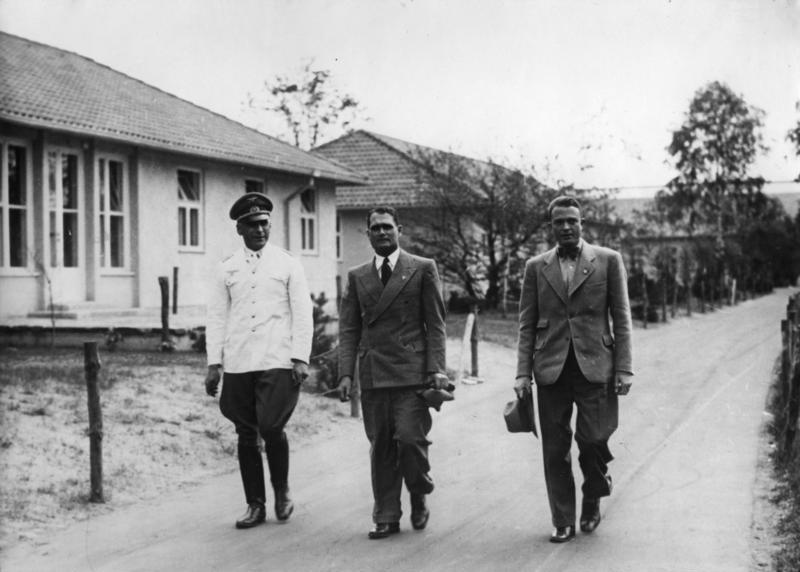
Im Olympischen Dorf: v. l. n. r. Wolfgang Fürstner, Rudolf Heß, Alfred Leitgen (Phot. Hoffmann).

## Leben und Tätigkeit

### Früher Werdegang
Leitgen war der Sohn eines Polizeibeamten. Er besuchte das Kaiser-Friedrich-Gymnasium in Neukölln bis zur Oberprima, ohne das Abitur zu erwerben. 1920 begann er als Volontär bei der liberal-konservativen Zeitung Die Post, dem Schwesterblatt der Deutschen Tageszeitung in Berlin.
Nach dem Eingang der genannten Zeitung 1921 wurde Leitgen Handelsredakteur bei der zum Scherl-Verlag gehörenden Nachtausgabe. Anfang der 1930er Jahre erreichte er den Rang eines stellvertretenden Chefs vom Dienst. Politisch gehörte er in den 1920er Jahren zum Deutschnationalen Jugendbund.
Als Journalist lernte Leitgen zu Beginn der 1930er Jahre eine Reihe prominenter NS-Politiker wie Joseph Goebbels, Ernst Lippert und Walther Funk kennen. Zur selben Zeit veranlassten ihn die Entwicklungen auf seinem eigenen Berufsgebiet, der Publizistik, dazu, eine antikommunistische und antisemitische Haltung einzunehmen, während ihn die Zustände der Weltwirtschaftskrise zu einer antibürgerlichen Einstellung in Fragen der Wirtschafts- und Sozialpolitik führten, so dass die sozialen Züge des NS-Programms und der NS-Propaganda eine starke Anziehungskraft auf ihn ausübten. Nachdem er eigenen Angaben zufolge bereits vor 1930 mit der NSDAP sympathisiert hatte, trat er zum 1. Mai 1933 der Partei bei (Mitgliedsnummer 2.635.251).

### Tätigkeit im Stab des Stellvertreters des Führers (1933–1941)
Durch Vermittlung von Walter Funk, zu dieser Zeit Reichspressechef und Staatssekretär im Propagandaministerium, durfte Leitgen im Herbst 1933 für eine in der Nachtausgabe erscheinende Serie mit Porträts über führende Männer der NSDAP und der Regierung ein Interview mit Rudolf Heß führen. Kurz darauf nahm Martin Bormann, der Stabsleiter von Heß, Kontakt zu ihm auf und wies ihn darauf hin, dass Heß ihn gerne als Pressereferenten gewinnen würde. Im Anschluss an ein zweites Gespräch mit Heß trat Leitgen daraufhin in Heß’ neugeschaffene Dienststelle über. Anschließend fungierte er von Herbst 1933 bis zum 12. Mai 1941 als Pressereferent von Heß. Neben Bormann und Gustav Adolf von Wulffen war Leitgen einer der drei ersten Mitarbeiter von Heß, dem Adolf Hitler nach der Machtübernahme der Nationalsozialisten die zentrale Steuerung und Beaufsichtigung des Parteiapparates der NSDAP übertragen hatte, in dessen neuer Dienststelle, die schließlich mehrere hundert Mitarbeiter umfassen sollte und zunächst die Bezeichnung Stab des Stellvertreters des Führers, ab 1941 dann Parteikanzlei der NSDAP erhielt.
In den folgenden Jahren musste Leitgen täglich Heß über die deutsche und internationale Presse (insbesondere die angelsächsische) und über die eingehende Post informieren, die er in Kurzreferaten zusammenfasste. Besonderes Interesse galt dabei dem Echo, das die nationalsozialistische Politik im Ausland fand.
Aus dieser Zusammenarbeit entwickelte sich schließlich ein enges Vertrauensverhältnis zwischen Heß und Leitgen, worauf Leitgen bald auch zum persönlichen Adjutanten von Heß ernannt wurde. Als Adjutant war Leitgen ständiger Begleiter Heß’ und Zeuge zahlreicher politisch bedeutsamer Ereignisse dieser Jahre. Innerhalb des Führerkorps der NSDAP amtierte Leitgen zuletzt als Reichsamtsleiter.
Als Pressevertreter Heß’ wurde Leitgen in den 1930er Jahren auf Reisen durch ganz Europa geschickt, um in wichtigen Städten wie London, Oslo, Stockholm oder Helsinki in öffentlichen Vorträgen für das NS-Regime zu werben.
Nach Heß’ erfolglosem Flug nach Schottland im Mai 1941 zum Zweck eines Friedensangebots an das Vereinigte Königreich überbrachte Leitgen zusammen mit Heß’ anderem Adjutanten Karl-Heinz Pintsch Hitler, der über diesen Plan seines Stellvertreters nicht informiert gewesen war, die Nachricht über Heß’ Flug und die Absichten, die er mit diesem verfolgte. Hitler, der Heß’ Handlung (zumindest offiziell) als eine Narretei bewertete, ließ Leitgen und Pintsch – die wahrscheinlich die einzigen Personen waren, die vorab von Heß’ Plan gewusst hatte – daraufhin verhaften und in das KZ Sachsenhausen einweisen. Ein Brief an Heinrich Himmler, in dem Heß darum gebeten hatte, seine Mitarbeiter nicht für sein Handeln zu bestrafen, blieb unbeachtet. Außerdem wurde Leitgen mit Wirkung vom 12. Mai 1941 durch Bormann aus der NSDAP ausgeschlossen.
Leitgen, der im Konzentrationslager einen Herzschaden erlitt, wurde schließlich 1944 auf freien Fuß gesetzt und gezwungen, mit einem Bewährungsbataillon der Waffen-SS am Krieg teilzunehmen.
Nach dem Zweiten Weltkrieg war Leitgen bis 1948 in Internierungshaft. An den Nürnberger Prozessen nahm er als Zeuge teil. In den 1950er Jahren wohnte Leitgen in Percha am Starnberger See und war für den Münchner Merkur tätig.

## Ehe und Familie
Leitgen heiratete am 26. August 1927 Irma Theodora Clara Rathnow (* 6. Juli 1903 in Rixdorf).

## Schriften
- Rudolf Heß. Unterhaltung mit dem Stellvertreter des Führers. In: Adolf Hitler und seine Getreuen bei der Arbeit Berlin o. J. (Broschüre)